# 진화적 압력
개체군의 일부에서 번식 성공을 감소시키거나 증가시키는 모든 원인은 잠재적으로 진화적 압력(進化的壓力, 영어: evolutionary pressure)을 가하여 자연 선택을 유도한다. 선택적 압력(選擇的壓力, 영어: selective pressure) 또는 선택 압력(選擇壓力, 영어: selection pressure)이라고도 한다. 진화생물학에서 조사한 과정에서 일어나는 변화의 양에 대한 정량적 설명이지만 형식적인 개념은 종종 다른 연구 영역으로 확장된다.
집단유전학에서 선택 압력은 일반적으로 선택 계수로 표현된다.

## 같이 보기
- 적합도 – 예상되는 번식 성공
- 적자생존 – 자연 선택의 메커니즘을 설명하는 문구
- 보존 서열 – 게놈 내 또는 종 간에 유사한 DNA, RNA 또는 단백질 서열